# 南55線
南55線，「北勢寮～麻豆」線，是位於臺南市的一條鄉道，北起麻豆區北勢里北勢寮，南至麻豆區大埕里麻豆市區，平等街與中正路路口，全長 4.145 公里。

## 行經行政區域
臺南市
- 麻豆區

## 沿線景點及寺廟
- 南55線沿線：
  - 麻豆區：

## 連接道路
- 南55線沿線可連接以下公路：
  - 台19甲線（鄰近本鄉道終點）
  - 縣道171號（鄰近本鄉道終點）
  - 縣道173號（本鄉道終點）
  - 縣道176號（麻豆市區，短暫共線）
  - 南57線（本鄉道起點，鄰近本鄉道終點）
  - 南66線（本鄉道起點）